# Cyprus op het Eurovisiesongfestival 2007

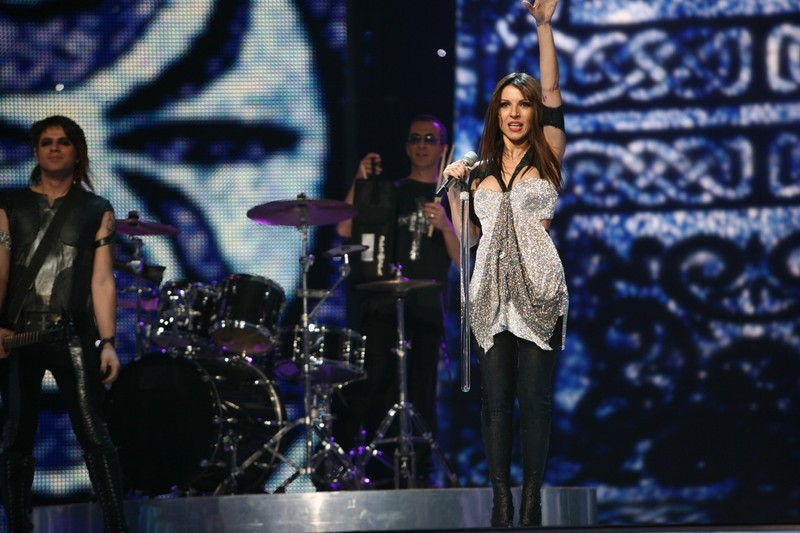
Evridiki bij haar optreden tijdens het Eurovisiesongfestival 2007

Cyprus nam deel aan het Eurovisiesongfestival 2007 in Helsinki, Finland. Het was de 25ste deelname van het land op het Eurovisiesongfestival. De CyBC was verantwoordelijk voor de Cypriotische bijdrage voor de editie van 2007.

## Selectieprocedure
In tegenstelling tot het jaar ervoor koos de nationale omroep dit jaar voor een interne selectie.
Uiteindelijk koos men voor de zangeres Evridiki met het lied Comme ci, comme ça. Het zou reeds haar 6de deelname aan het festival. In 1992 en 1994 nam ze deel als hoofdzangeres en ze eindigde tweemaal op de elfde plaats.
Tevens nam ze in 1983,1986 en 1987 deel als backingzangeres.

## In Helsinki
In de halve finale moest men aantreden als derde van 28 landen aan, net na Israël en voor Wit-Rusland. Het land behaalde een vijftiende plaats met 65 punten, wat niet genoeg was om de finale te halen.
Men ontving 1 keer het maximum van de punten.
België en Nederland hadden respectievelijk 5 en 0 punten over voor deze inzending.

### Gekregen punten

#### Halve Finale
| 12 punten            | 10 punten             | 8 punten    | 7 punten               | 6 punten |
| -------------------- | --------------------- | ----------- | ---------------------- | -------- |
| - Griekenland        | - Verenigd Koninkrijk | - Albanië   | - Bulgarije - Roemenië |          |
| 5 punten             | 4 punten              | 3 punten    | 2 punten               | 1 punt   |
| - België - Frankrijk | - Armenië - Israël    | - Duitsland |                        |          |

### Punten gegeven door Cyprus

#### Halve Finale
Punten gegeven in de halve finale:
| 12 punten | Bulgarije   |
| 10 punten | Wit-Rusland |
| 8 punten  | Servië      |
| 7 punten  | Georgië     |
| 6 punten  | Moldavië    |
| 5 punten  | Letland     |
| 4 punten  | Hongarije   |
| 3 punten  | Polen       |
| 2 punten  | Zwitserland |
| 1 punt    | Portugal    |

#### Finale
Punten gegeven in de finale:
| 12 punten | Griekenland |
| 10 punten | Bulgarije   |
| 8 punten  | Armenië     |
| 7 punten  | Rusland     |
| 6 punten  | Wit-Rusland |
| 5 punten  | Roemenië    |
| 4 punten  | Oekraïne    |
| 3 punten  | Servië      |
| 2 punten  | Moldavië    |
| 1 punt    | Georgië     |

1981 · 1982 · 1983 · 1984 · 1985 · 1986 · 1987 · 1988 · 1989 · 1990 · 1991 · 1992 · 1993 · 1994 · 1995 · 1996 · 1997 · 1998 · 1999 · 2000 · 2001 · 2002 · 2003 · 2004 · 2005 · 2006 · 2007 · 2008 · 2009 · 2010 · 2011 · 2012 · 2013 · 2014 · 2015 · 2016 · 2017 · 2018 · 2019 · 2020 · 2021 · 2022 · 2023 · 2024 · 2025